# Кротошиці (гміна)
Гміна Кротошиці (пол. Gmina Krotoszyce) — сільська гміна у південно-західній Польщі. Належить до Легницького повіту Нижньосілезького воєводства.
Станом на 31 грудня 2011 у гміні проживало 3192 особи.

## Площа
Згідно з даними за 2007 рік площа гміни становила 67,59 км², у тому числі:
- орні землі: 84,00%
- ліси: 5,00%

Таким чином, площа гміни становить 9,08% площі повіту.

## Населення
Станом на 31 грудня 2011:
| Опис     | Загалом | Загалом | Чоловіки | Чоловіки | Жінки | Жінки |
| -------- | ------- | ------- | -------- | -------- | ----- | ----- |
| одиниця  | осіб    | %       | осіб     | %        | осіб  | %     |
| все      | 3192    | 100     | 1571     | 49,22    | 1621  | 50,78 |
| міське   | 0       | 100     | 0        |          | 0     |       |
| сільське | 3192    | 100     | 1571     | 49,22    | 1621  | 50,78 |

## Сусідні гміни
Гміна Кротошице межує з такими гмінами: Легницьке Поле, Менцинка, Мілковиці, Злотория.